# Sertularella cruzensis
Sertularella cruzensis är en nässeldjursart som beskrevs av El Beshbeeshy 1991. Sertularella cruzensis ingår i släktet Sertularella och familjen Sertulariidae. Inga underarter finns listade i Catalogue of Life.